# Торта делла нонна
То́рта де́лла но́нна  (итал. torta della nonna, рус. «бабушкин пирог/торт») — итальянский десертный пирог родом из региона Тоскана.

## Описание
Торта делла нонна возник в коммуне Ареццо в Тоскане. Это сладкий пирог из песочного теста, наполненный заварным кремом с ванильным вкусом и покрытый кедровыми орешками и сахарной пудрой. Кремовая начинка ароматизирована свежей лимонной цедрой. Для выпечки пирога можно использовать плоскую форму для пирога или более высокую разъёмную форму. Торта делла нонна обычно подают в качестве последнего блюда классической итальянской воскресной трапезы.
Один из вариантов пирога, Torta del nonno или «дедушкин пирог», посыпают какао и миндалём вместо кедровых орешков. Другие варианты включают добавление вишни в заварную начинку.

## История
Происхождение этого десерта является предметом споров: по мнению одних, его можно проследить до региона Ареццо, в то время как другие указывают на более позднее флорентийское происхождение. В некоторые источниках утверждается, что торт родился благодаря пари Гвидо Саморини, флорентийского повара и ресторатора. Согласно наиболее распространенной версии, клиенты, уставшие от тех немногих десертов, которые предлагала кухня ресторана, попросили его на следующей неделе сделать сюрприз. Саморини представил им Торта делла нонна.
Однако известный кулинарный автор Пеллегрино Артузи ставит под сомнение правдивость этой истории и намекает, что пирог уже существовал за много лет до этого.